# Філіппа Ґреґорі
Філіппа Ґреґорі (англ. Philippa Gregory; нар. 9 січня 1954) — британська письменниця. Пише романи з 1987 року, найвідомішим з яких є «Ще одна з роду Болейн» (2001). У 2002 році здобула премію Асоціації романістів.

## Біографія
Народилася в Кенії, через два роки сім'я переїхала в Англію. Вступила до Сассекського університету, продовжила освіту в  Единбурзькому університеті з докторським ступенем з літератури XVIII століття. Викладала в кількох британських університетах, в тому числі у Відкритому університеті. У 1994 році отримала звання члена ради Кінгстонського університету.
Перші літературні гонорари отримувала, пишучи книги для дітей, а знаменитою стала завдяки серії історичних романів, в центрі яких — блискучий двір англійських королів і королев. Всесвітню популярність Філіппа Ґреґорі здобула першим же романом — «Вайдекр», що вийшов друком у 1987 і став першою частиною однойменної трилогії про життя кількох поколінь сімейства Лейсі.
Проживає з чоловіком і дітьми на фермі неподалік від Стокслі в Північному Йоркширі. Її інтереси: верхова їзда, прогулянки, лижі і садівництво. Вільний час присвячує благодійності.

## Переклади українською
- Філіппа Ґреґорі. Біла принцеса / пер. з анг. Віктора Шовкуна. — Х. : Клуб Сімейного Дозвілля, 2015. — 592 с. — ISBN 978-966-14-8309-4.
- Філіппа Ґреґорі. Ще одна з роду Болейн / пер. з анг. Ірини Шагової. — Х. : Клуб Сімейного Дозвілля, 2021. — 640 с. — ISBN 978-617-12-8637-5.

## Екранізації
2013 року на основі серії романів Ґреґорі «Війна кузенів» (англ. The Cousins' War) про жінок часів війни Червоної та Білої троянд було створено десятисерійну історичну телевізійну драму BBC «Біла королева». Головну роль королеви Елізабет Вудвілл отримала відома шведська акторка Ребекка Фергюсон, чия гра була позитивно оцінена критиками та принесла їй номінацію на премію «Золотий глобус» за найкращу жіночу роль мінісеріалу або телефільму.